# Stichaeus
Stichaeus es un género de peces de la familia Stichaeidae. Fue descrito por Johan Reinhardt en 1836.

## Especies
- Stichaeus brachigrammus Nazarkin, 1998
- Stichaeus fuscus Miki y Maruyama, 1986
- Stichaeus grigorjewi Herzenstein 1890
- Stichaeus matsubarai Niino, 1951
- Stichaeus nozawae Jordan y Snyder, 1902
- Stichaeus ochriamkini Taranetz, 1935
- Stichaeus pulcherrimus Taranetz, 1935
- Stichaeus punctatus (Fabricius, 1780)